# Известия Томского политехнического университета
«Известия Томского политехнического университета» — ежемесячный научно-популярный иллюстрированный журнал. Старейший научный журнал в азиатской части России. Издается с 1903 года. Учредителем и издателем является Томский политехнический университет. С 2008 по 2014 гг. журнал являлся междисциплинарным изданием. С 2015 года политика журнала сфокусирована на исследованиях, охватывающих последние достижения в области геологии, разведки и добычи полезных ископаемых, технологии транспортировки и глубокой переработки природных ресурсов, энергоэффективного производства и преобразования энергии на основе полезных ископаемых, а также безопасной утилизации геоактивов.

## История
В феврале 1902 г. на заседании Совета ТТИ первый директор института профессор Ефим Лукьянович Зубашев предложил создать организационную комиссию по выработке плана для издания «Известий Томского Технологического Института». Совет ТТИ избрал комиссию, в которую вошли профессора: А. И. Ефимов, Н. М. Кижнер, В. А. Обручев, И. И. Бобарыков и Ф. Э. Молин. Проект организации издания был представлен Совету в марте 1902 г. Вскоре на основании проекта вышло постановление совета ТТИ «О порядке издания трудов от имени или за счет института».
Первый том был издан в 1903 году под названием «Известия Томского Технологического Института Императора Николая II» ("Bulletin of the Tomsk Institut of Tehnology. Siberia, Russia). Более 70 лет регулярно (с небольшими перерывами) в них публиковались результаты научной деятельности ученых ведущего технического вуза Сибири. На протяжении существования издания неоднократно изменялось его название. Так, за период с 1903 по 1925 гг. под первым названием журнала вышло 46 томов. В 1925 г. институт переименован в Сибирский Технологический Институт им. Ф. Э. Дзержинского, поэтому тома 47-52 до 1929 г. имели названия «Известия Сибирского Технологического Института» («Известия СТИ»). В 1929 году, в связи с реорганизацией высшей школы, СТИ был разделён на 9 самостоятельных отраслевых вузов. Институт прикладной физики при СТИ был передан в Томский госуниверситет и послужил основой для организации Сибирского физико-технического института (СФТИ). Выделены ТЭМИИТ, СИБСТРИН, Кузнецкий металлургический институт, Иркутский, Новосибирский институты речного флота, СХТИ, СММИ в Томске и др. В 1934 г. СММИ и СХТИ были вновь объединены в один Томский индустриальный институт (ТИИ). Издания СММИ и СХТИ имеют самостоятельную нумерацию томов. С названием «Известия Сибирского химико-технологического института» («Известия СХТИ») вышло 3 тома, а «Известия Сибирского механико-машиностроительного института» («Известия СММИ») имеют два выпуска первого тома (1929—1934 гг.). Под названием «Известия Томского индустриального института» («Известия ТИИ») вышли тома 52(1)-62(1) в период 1934—1944 гг. В связи с награждением института за заслуги в деле подготовки высококвалифицированных технических кадров и как важнейшего научно-технического центра Сибири, том 62(1) вышел под названием «Известия Томского ордена Трудового Красного Знамени Индустриального института им. С. М. Кирова». После того, как в 1944 г. институт был переименован в политехнический, издание стало именоваться «Известия Томского политехнического института им. С. М. Кирова» («Известия ТПИ»). Спустя 23 года (с 2000 г.) журнал вновь стал выходить под нынешним заглавием — «Известия Томского политехнического университета» с продолжением нумерацией томов и выпусков.
Итак, всего до 1978 года вышло 302 тома «Известий …», в которых опубликовано 7207 научных работ, статей и различных материалов по многим отраслям науки и техники. Структура «Известий …» была организована по типу уже существующих к тому времени периодических изданий технических вузов России, таких как «Известия СПб Практического Технологического Института» (выходит с 1880 г.), «Известий Варшавского Политехнического Института Императора Николая II» (с 1900 г.), «Известий Киевского Политехнического Института Императора Александра II» (с 1901 г.).

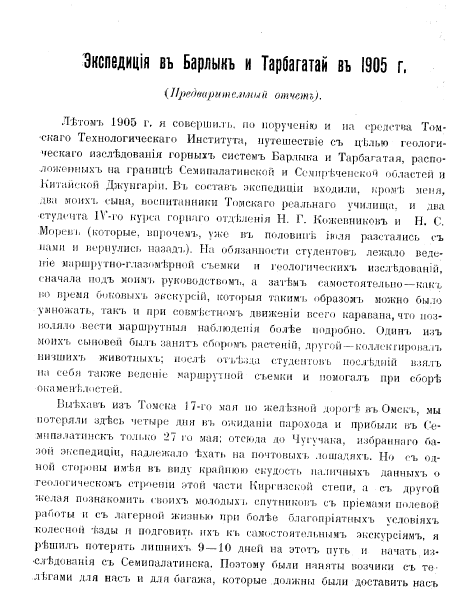
Скан статьи В. А. Обручева 1907 г.

Первым редактором «Известий ТТИ» являлся профессор физики Александр Иванович Ефимов (был редактором «Известий …» с 1903 по 1906 гг.). В эти годы, при его активном содействии, были выпущены в свет первые три тома «Известий …» и Приложение к тому 3 в 1905 г. В первых томах «Известий …» были опубликованы: докторская диссертация профессора по кафедре неорганической химии Д. П. Турбабы «Из области катализа», значительная работа профессора по кафедре механической технологии Т. И. Тихонова «Металлография и её задачи», работы инженера Л. Н. Любимова, статья А. А. Потебни «К теории параллельной работы альтернаторов», ставшая в 1906 г. темой его диссертации. Кроме того, опубликованы отчеты о внутренних и заграничных научных командировках профессоров В. В. Сапожникова («сибирского соловья»), М. Е. Янишевского, преподавателя П. А. Кузьмина. Начиная со второго тома «Известий …» стали публиковаться отчеты о деятельности и состоянии ТТИ в отчетном году. Первые «Известия …» и Приложения к ним печатаются в Паровой типолитографии П. И. Макушина в Томске. С 1907 года они начинают выходить по подписке. Журналы печатаются объёмом от 12 до 15 листов, не менее четырёх выпусков в год. Регулярному выходу «Известий …» мешала недостаточная оборудованность типографии П. И. Макушина, перешедшей в 1907 г. к Сибирскому Товариществу Печатного Дела. Редакция «Известий …» находит возможность печатания номеров журнала в типографиях Санкт-Петербурга, Киева, Казани. «Известия …» выходят в количестве 400 экземпляров и рассылаются, кроме почетных членов, профессоров и преподавателей ТТИ, учреждениям в обмен на издаваемые ими журналы, которые пополняют затем фонд библиотеки. Не редко «Известия …» были благотворительным делом института. Так, в протоколе заседания Совета ТТИ от 22 января 1916 г. отражены сведения о том, что Ново-Александрийский Институт Сельского Хозяйства, пострадавший от военных действий, просит прислать комплект «Известий …» и дублеты других изданий ТТИ в библиотеку института. По решению Совета комплект «Известий …» был выслан безвозмездно.
В 1907 году были выпущены пять томов «Известий …» (тт. 4—8) под редакцией профессора математики Владимира Леонидовича Некрасова, который исполнял эту обязанность по 1910 год. В этот период был опубликован ряд важных работ. Так, профессор химии Д. П. Турбаба (среди прочего) занимался изучением сибирского минерального сырья. Именно после его работы «К вопросу о составе сибирских минеральных вод», опубликованной в «Известиях ТТИ» за 1907 г. и содержащей результаты исследования состава минеральных вод многих озёр Сибири, были установлены целебные свойства воды известного озера Шира, где впоследствии было организовано курортное лечение. Сам В. Л. Некрасов после заграничной командировки напечатал в «Известиях …» монографию «Строение и мера точечных областей» (1907. Т. 5, вып. 2). Это была первая работа по теории множеств, и свою научную ценность она сохранила до наших дней. Работа была представлена в качестве диссертации на соискание ученой степени магистра чистой математики и успешно защищена 28 ноября 1908 г. в Московском Университете. В 1905, 1906 и 1909 годах профессор Владимир Афанасьевич Обручев по поручению и на средства ТТИ совершил три научных экспедиции по геологическому изучению горных хребтов и пустынь Пограничной Джунгарии (Западный Китай). В этих экспедициях участвовали сыновья Обручева Владимир и Сергей, а также М. А. Усов (студент 4 курса, а с 1909 г. стипендиат). Для науки был открыт «Эоловый город», описаны месторождения золота, угля и асфальта. Предварительные отчеты об экспедициях были опубликованы в «Известиях ТТИ» в 1907, 1908 и 1910 гг. В Приложении к «Известиям …» 1912, 1914 и 1915 гг. был опубликован 3-томный научный отчёт об экспедиции (составлен В. А. Обручевым и М. А. Усовым). Карты к первому тому Приложений печатались в фирме Брокгауз в Лейпциге, микрофотографии исполнялись в фототипии Павлова в Москве.
В течение 1908 г. редактором В. Л. Некрасовым были подготовлены и изданы четыре тома «Известий …» (тт. 9—12), причем некоторые статьи печатались в Томске — в типографии Сибирского Товарищества Печатного Дела, Товарищества «Печатня Яковлева», «Орловой», в Харькове — в Типографии Зильбергера и в Казани — в Типографии Университета. По данным «Отчета ТТИ …» в этот период библиотека института находится в обмене со 100 учреждениями в России и 2 — в Америке. Среди работ этого периода следует выделить публикации Ф. К. Ясевича. Преподаватель Инженерно-Строительного Отделения ТТИ Ф. К. Ясевич, сочетавший преподавание со службой на железной дороге, тщательно изучал вопрос о роли балласта в устойчивости пути и безопасности движения. После проведенных исследований им написан ряд работ, одну из которых — монографию «Исследование балластов» он опубликовал в «Известиях …» (1908. Т. 11, вып. 3). Ценность этих работ — в их актуальности, поскольку в это время проводилась реконструкция Сибирской железной дороги, и труды Ф. К. Ясевича помогли решить ряд сложных технических вопросов, возникавших в процессе переустройства железнодорожного пути.
В течение 1909 г. были выпущены четыре тома «Известий …» (тт. 13—16). В 1910 г. — первой четверти 1912 г. редактором «Известий …» является В. А. Обручев. Из публикаций этого периода можно выделить две за 1911 год:
- Известный своими работами по трению профессор С. В. Пинегин открывает свою серию публикаций статьей «Трение в плоской пяте».
- В эти же годы начинает выдавать «на гора» продукцию неутомимый профессор физики Борис Петрович Вейнберг, прибывший в Томск из Санкт-Петербурга летом 1909 года. Буквально в первый же томский осеннее-зимний сезон силами двух дипломников, студентов Инженерно-Строительного Отделения А. Быкова и К. Карпова, под его руководством было организовано на метеостанции ТТИ выполнение научно-исследовательской работы по определению химического состава атмосферных осадков, результаты которой, по рекомендации профессора, опубликованы в Т. 24. Вып. 4. В настоящее время полученные студентами сведения 90-летней давности приобрели исключительно важное значение в плане экологического мониторинга в г. Томске.

В последующие годы (1912—1920) редакторами «Известий …» были профессора В. Л. Малеев, А. В. Лаврский и преподаватель Н. С. Пенн. В эти годы в журнале (1913 и 1914 гг.) публикуется работа В. М. Хрущева «Теория репульсивных моторов» в двух частях и ряд других работ по теории машин переменного тока, сделавшие его широко известным ученым. Большое теоретическое и практическое значение приобрела работа профессора (позже академика) Н. П. Чижевского «Железоазот» (1913.Т. 31. вып. 3). Предложенный им метод азотирования, придававший стальным изделиям большую твердость без закаливания, получил широкое распространение в металлургии. Нельзя не назвать и пионерскою работу физика В. С. Титова «Радиоактивная эманация в водах и газах терм деревни Новая Белокуриха на Алтае» (1913), с изложением результатов первых исследований физика совместно со студентом В. Марковым радиоактивности источников, нынче широко известного курорта Белокуриха, в 1907—1908 годах. Отметим также публикацию диссертации С. В. Лебедева «Непрерывное алкогольное сбраживание (экспериментальное исследование)» (1915, Т. 37), теоретические выводы которой нашли применение в пивоваренной промышленности и виноделии.
С началом Первой мировой войны и дальнейших революционных событий в России публикация научных работ сотрудников ТТИ была значительно затруднена. Издание «Известий …» в 1917 г. было приостановлено. Чрезвычайные усилия редколлегии во главе с Николаем Самуиловичем Пенном увенчались успехом, и журнал удалось возобновить. За 1918—1919 гг. вышли в свет пять томов «Известий …» (тт. 37-41). В этот период были напечатаны работы А. В. Угарова «Машины с промежуточным отбором пара», В. Я. Мостовича и В. А. Пазухина «Исследование золотосодержащих руд в металлургической лаборатории ТТИ», отчеты М. А. Усова и П. П. Гудкова по результатам геологических исследований различных районов Сибири и др.
Кроме того, том 39 «Известий …» был целиком посвящён памяти профессора Льва Львовича Тове, трагически ушедшего из жизни в 1917 г. В нём опубликованы воспоминания коллег и друзей Л. Л. Тове: В. А. Обручева, П.П. Гудкова, М. А. Усова.
Н.С. Пенна, Д. А. Стрельникова. В томе 43 «Известий …», где в одной книге совмещены три выпуска, и один из них (Вып. 3) наполнен статьями, авторефератами и иными отчётными материалами профессора Б. П. Вейнберга и его «соучеников» (как любил выражаться профессор) с результатами магнитных экспедиций по Енисею, в Монголию, по Алтаю, исследованиями льда р. Томи перед ледоходами в 1914 и 1915 гг., а также изучением поведения твердого тела за пределом упругости.
В 1925 г. ТТИ отметил 25-летний юбилей своего существования. По этому случаю в 1928 г. вышла книга (Юбилейный сборник) [7]. Сборник вышел под редакцией профессора М. И. Евдокимова-Рокотовского тиражом 1500 экземпляров. Он состоял из двух частей: в первую часть включены материалы, связанные с торжествами по случаю юбилея института; во вторую часть входят публикации руководства и ведущих ученых института по истории ТТИ и его современному состоянию. В 1936 г. в «Известиях ТИИ» (Т. 55, вып. 2) была опубликована статья В. К. Щербакова «Расчет напряжений и потокораспределений мощности в сложных электрических системах», в которой в виде мощностей была придана современная форма уравнениям узловых напряжений.
В 1944 году выходит из печати 62-й том «Известий …», посвящённый памяти М. А. Усова, куда вошли работы ведущих ученых-геологов. Том 63 «Известий …» (1945 г.) объёмом свыше 30 печатных листов был наполнен материалами по актуальным проблемам сибирской энергетики. В 1948 г. в «Известиях …» была опубликована уникальная монография А. В. Верховского «Гипотеза ломаных сечений и её применение к расчёту стержней сложной конфигурации», высоко оцененная специалистами и на которую ссылаются до настоящего времени. В этой работе положено начало новому направлению — контактному взаимодействию и расчёту прочности деталей на изгиб.
С 1957 года в практику «Известий ТПИ» вошло издание тематических сборников со своим редактором. Первым вышел сборник «Электронные циркулярные ускорители», изданный под редакцией ректора ТПИ, профессора А. А. Воробьева (Т. 87). В нём впервые опубликованы научно-исследовательские работы по бетатронам, проведенные в ТПИ с 1947 по 1957 гг. Всего за период с 1903 по 1977 год вышло 135 тематических сборников. Кроме этого опубликовано 11 томов с посвящением. Среди них, помимо уже названных, отметим том 65 (Вып. 1) в 1948 г., посвящённый основателю сибирской геологической школы Владимиру Афанасьевичу Обручеву, ко дню 85-летнего юбилея и памяти академика Владимира Дмитриевича Кузнецова (1965. Т. 140).

## Редакционная политика
- Журнал печатается то на офсетной бумаге, то на глянцевой — редакция несколько раз переходила с одного типа бумаги на другой. В результате журнал при одинаковом количестве страниц то «толстый» (на офсете), то «тонкий» (на глянце).
- Журнал активно читают в России, Белоруссии, Казахстане, на Украине, в Израиле и известен, согласно данным редакции, в США — в NASA.

## Тематика публикаций
- Прогнозирование и разведка георесурсов
- Добыча и транспортировка георесурсов
- Глубокая переработка георесурсов
- Энергоэффективное производство и преобразование энергии на основе георесурсов
- Безопасная утилизация георесурсов
- Прикладные задачи технологий георесурсов.

## Читательская аудитория
Согласно данным редакции, читательская аудитория журнала — научные работники, геологи, химики, технологи, физики, экологи, энергетики, специалисты по хранению и транспортировке энергоресурсов, ИТ-специалисты.